# Erythronium klamathense
Erythronium klamathense es una rara especie de planta bulbosa perteneciente a la familia de las liliáceas conocida con el nombre común de Klamath fawn lily. Es originaria del norte de California y sur Oregón, donde crece en las Klamath Mountains y al sur de la Cordillera de las Cascadas.

## Descripción
Es una planta silvestre perenne que crece de un bulbo y produce dos hojas estrechas de hasta 17 centímetros de largo. La inflorescencia surge en un tallo erecto de hasta 20 centímetros de altura, con una a tres flores por tallo. La flor tiene tépalos de 2 o 3 centímetros de largo que son de color blanco con bases amarillas, cambiando a rosado con la edad. Los estambres son largos y salientes y tienen grandes anteras de color amarillo pálido.

## Taxonomía
Erythronium klamathense fue descrita por  Elmer Ivan Applegate    y publicado en Contributions from the Dudley Herbarium 1(4): 151–152. 1930.
Etimología
Erythronium: nombre genérico que  se refiere al color de las flores de algunas de sus especies de color rojo (del griego erythros = rojo), aunque también pueden ser de color amarillo  o blanco.
klamathense: epíteto geográfico que alude a su localización en las Klamath Mountains y al sur de la Cordillera de las Cascadas.  